# Ainsi va l'amour (film, 1955)
Pour plus de détails, voir Fiche technique et Distribution.
Ainsi va l'amour (titre original : Ehesanatorium) est un film autrichien réalisé par Franz Antel sorti en 1955.

## Synopsis
Le journaliste Stefan Seidlitz est censé intercepter à la gare le professeur Lebeau, spécialiste des rapports humains, tandis que le photographe Fritz Keller est censé l'y photographier. Stefan se déguise en porteur, mais la jeune Franziska le prend pour un vrai porteur. Stefan ne peut pas refuser le souhait de la belle femme de porter sa valise jusqu'au taxi, et donc il manque le professeur. Fritz a pris les photos et doit finalement payer le portier, dont Stefan avait emprunté les vêtements, mais il n'a pas d'argent sur lui. Il donne sa carte de visite au portier, tandis que Stefan est monté dans le taxi avec Franziska sans qu'on le lui demande. Lorsque le portier se présente à l'appartement de Fritz un peu plus tard pour récupérer son argent, la femme de Fritz, Rita, croit que son mari est parti avec Franziska. Elle prend d'assaut jalousement la chambre noire dans laquelle Fritz développe les photos du professeur et détruit les photos. Stefan apparaît un peu plus tard et clarifie le malentendu. Comme l'éditeur veut les photos du professeur dans deux heures, Stefan déguise Fritz en professeur et le photographie. Le subterfuge passe inaperçu.
Pour le journal de la maison d'édition Kaub, Hermine, la directrice, accepte un reportage sur le sanatorium matrimonial Grünwiese. De nombreux couples ont pu résoudre leurs problèmes conjugaux grâce à la cure, mais aucun de ces couples n'a jamais été autorisé à révéler quoi que ce soit des méthodes. Il faut donc trouver un couple pour enquêter incognito dans le sanatorium. On propose 1500 marks. Stefan propose donc d'être journaliste. Il fait semblant d'être marié et prévoit de visiter le sanatorium avec la femme de Fritz, Rita. C'est pourquoi il prétend que son vrai nom est "Keller", alors que "Seidlitz" n'est que son nom de scène. Stefan reçoit une avance, mais Fritz a eu une autre dispute avec Rita, après quoi elle est partie avec sa revue en tournée à Stuttgart. Stefan est obligé de mentir que sa femme l'a quitté. Ceci est connu non seulement par Hermine, mais aussi par Franziska, la fille d'Hermine. Elle a déjà publié de la poésie et veut maintenant faire ses preuves en tant que journaliste. Elle propose d'aller au sanatorium en tant que couple marié avec le journaliste Stefan, qu'elle ne connaît pas, et sa mère accepte. Comme Franziska veut être jugée pour son travail, elle adopte le nom de "Rupp". Elle est irritée lorsqu'elle reconnaît Stefan comme le portier de la gare. Ils entament une première dispute, à partir de laquelle ils développent finalement leur prétendu problème conjugal : Elle a des parents riches et veut tout financer pour son mari, alors que lui est pauvre mais ne veut pas accepter les cadeaux de la famille de sa femme.
Arrivé au sanatorium, le directeur, le professeur Thomas Eschenburg, rejette dans un premier temps le couple. Lui-même a eu une fois vraiment le problème d'avoir quitté une femme à cause de sa richesse. Il n'avait rien pu faire à l'époque et pense maintenant qu'il ne peut pas non plus donner de conseils à Stefan et Franziska. Ce n'est qu'après que son assistant Meisel le convainc qu'il les accepte tous les deux comme patients. Stefan et Franziska sont placés dans des services différents et ne sont autorisés à se voir qu'une fois par semaine. Le concept de traitement devient rapidement clair : les maris ou les femmes tyranniques doivent vivre consciemment leurs mauvaises qualités dans le sanatorium. M. Lehmann, par exemple, a souvent refusé de se raser ou de paraître soigné, au grand dam de sa femme. Il est maintenant délibérément privé de son kit de rasage et de son collier jusqu'à ce qu'il ressente le désir urgent d'avoir les deux. Même alors, cependant, il doit rester sans elle jusqu'à ce qu'il se soit amélioré intérieurement. Stefan et Franziska écrivent secrètement des articles de journaux sur les départements des femmes et des hommes. Fritz, à son tour, se déguise en professeur Lebeau et fait semblant de vouloir visiter le sanatorium. Il est logé au sanatorium, transmet les articles de Stefan et Franziska aux éditeurs et photographie secrètement les patients et les médecins.
Le premier article paraît et il y a un tumulte dans le sanatorium. Dans une enquête individuelle auprès de Stefan et Franziska peu de temps auparavant, Thomas Eschenburg avait déjà établi que les deux ne pouvaient pas être mariés l'un à l'autre, car ils donnaient des informations complètement différentes sur la lune de miel et aussi sur la question du partage d'une chambre. Thomas Eschenburg soupçonne qu'ils sont tous les deux reporters et les réunit délibérément dans un pavillon. C'est là que Fritz se retire toujours secrètement pour développer ses photos. Les trois utilisent la première nuit pour écrire plus d'articles. Pendant ce temps, Thomas Eschenburg se rend à la rédaction de la maison d'édition Kaub et, à son grand étonnement, rencontre Hermine Kaub, la femme qu'il avait quittée à l'époque. Elle lui promet qu'elle ne publiera plus d'articles sur le sanatorium. Cependant, lorsqu'elle apprend que sa fille est enfermée dans un pavillon avec Stefan, elle se précipite au sanatorium avec Thomas Eschenburg. De son côté, la jalouse Rita Keller est arrivée, croyant que son mari la trompe avec Franziska. Les deux veulent vraiment commencer une thérapie de couple maintenant. Franziska et Stefan, d'autre part, tombent vraiment amoureux, mais réalisent rapidement qu'ils auront en fait le seul problème précédemment construit dans leur relation : Franziska a une mère riche et veut que Stefan vive avec elle dans la villa de sa mère. Stefan, en revanche, gagne beaucoup moins et ne veut pas être supporté par Franziska. Hermine et Thomas Eschenburg résolvent enfin ce futur problème conjugal quand Hermine fait comprendre à Franziska qu'elle n'a pas l'intention de laisser sa fille mariée vivre avec son mari. Stefan et Franziska se réconcilient. À la fin, la thérapie de Fritz et Rita commence. Comme elle est toujours jalouse, Thomas Eschenburg laisse d'abord Fritz danser avec une belle patiente au sanatorium pour donner à Rita une vraie raison d'être jalouse.

## Fiche technique
- Titre : Ainsi va l'amour
- Titre original : Ehesanatorium
- Réalisation : Franz Antel assisté d'Arnfried Heyne
- Scénario : Kurt Nachmann, Gunther Philipp, Franz Antel
- Musique : Lotar Olias (de)
- Direction artistique : Fritz Jüptner-Jonstorff
- Costumes :  Franz Nezerka, Trude Vogl
- Photographie : Hans Heinz Theyer
- Son : Kurt Schwarz
- Montage : Arnfried Heyne
- Production : Herbert Gruber
- Société de production : Schönbrunn-Film, Österreichische Film
- Société de distribution : Sascha Filmverleih
- Pays d'origine :  Autriche
- Langue : allemand
- Format : Couleur - 1,33:1 - Mono - 35 mm
- Genre : Comédie
- Durée : 100 minutes
- Dates de sortie :
  - Allemagne de l'Ouest : 11 février 1955.
  - Autriche : 25 février 1955.
  - France : 9 mars 1956[1].

## Distribution
- Adrian Hoven : Stefan Seidlitz, Journalist
- Maria Emo : Franziska Kaub
- Gunther Philipp : Fritz Keller, photographe de presse
- Margit Saad : Rita Keller
- Paul Hörbiger : Professeur Thomas Eschenburg
- Christl Mardayn : Hermine Kaub
- Hans Moser : Meisel
- Rudolf Carl : le Dienstmann
- Susi Nicoletti : Amanda Dietze
- Ernst Waldbrunn : M. Dietze
- Annie Rosar : Laura Hübner
- Peter Gerhard (de) : M. Hübner
- Helli Servi : Paula Kunz
- Raoul Retzer : M. Kunz
- Adrienne Gessner : Mme Lehmann
- Oskar Sima : M. Lehmann
- Kurt Nachmann : Rudolf Burg
- Franz Böheim : M. Zagel
- Fritz Eckhardt : M. Rübsam
- Hans Unterkircher : l'homme en costume
- Hannerl Melcher : un modèle
- Erica Beer
- Ilse Peternell
- Elfie Weissenböck
- Peter Hey
- Ludwig Ptack

## Production
Ainsi va l'amour se base sur la pièce Willkommen in Mergenthal de Martin Kessel, déjà adaptée au cinéma avec Ehesanatorium, sorti en 1938, que Franz Antel avait produit. Il est tourné en 1954 dans les studios de Vienne-Sievering et Vienne-Schönbrunn.